# テクニクス SL-QL1

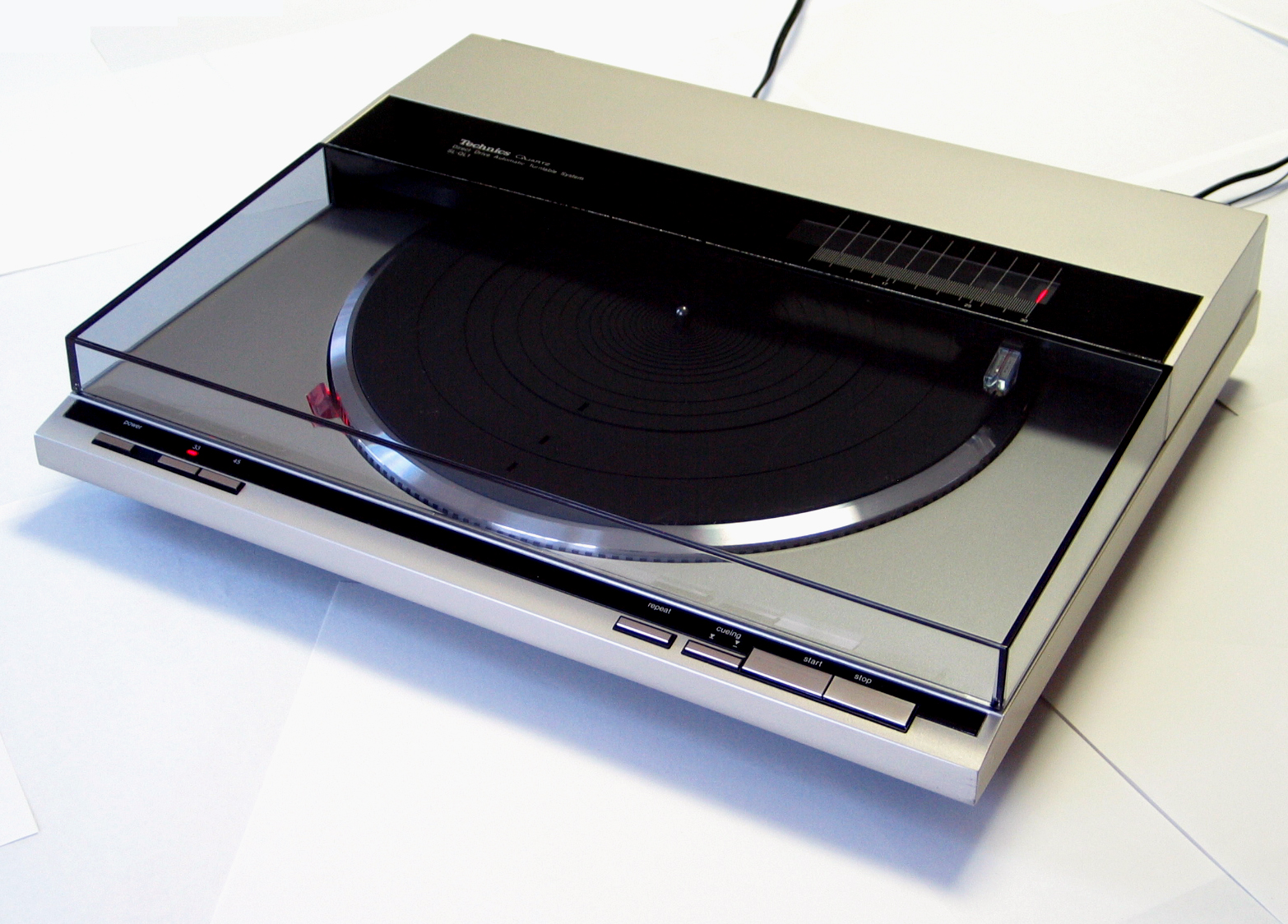
テクニクス SL-QL1

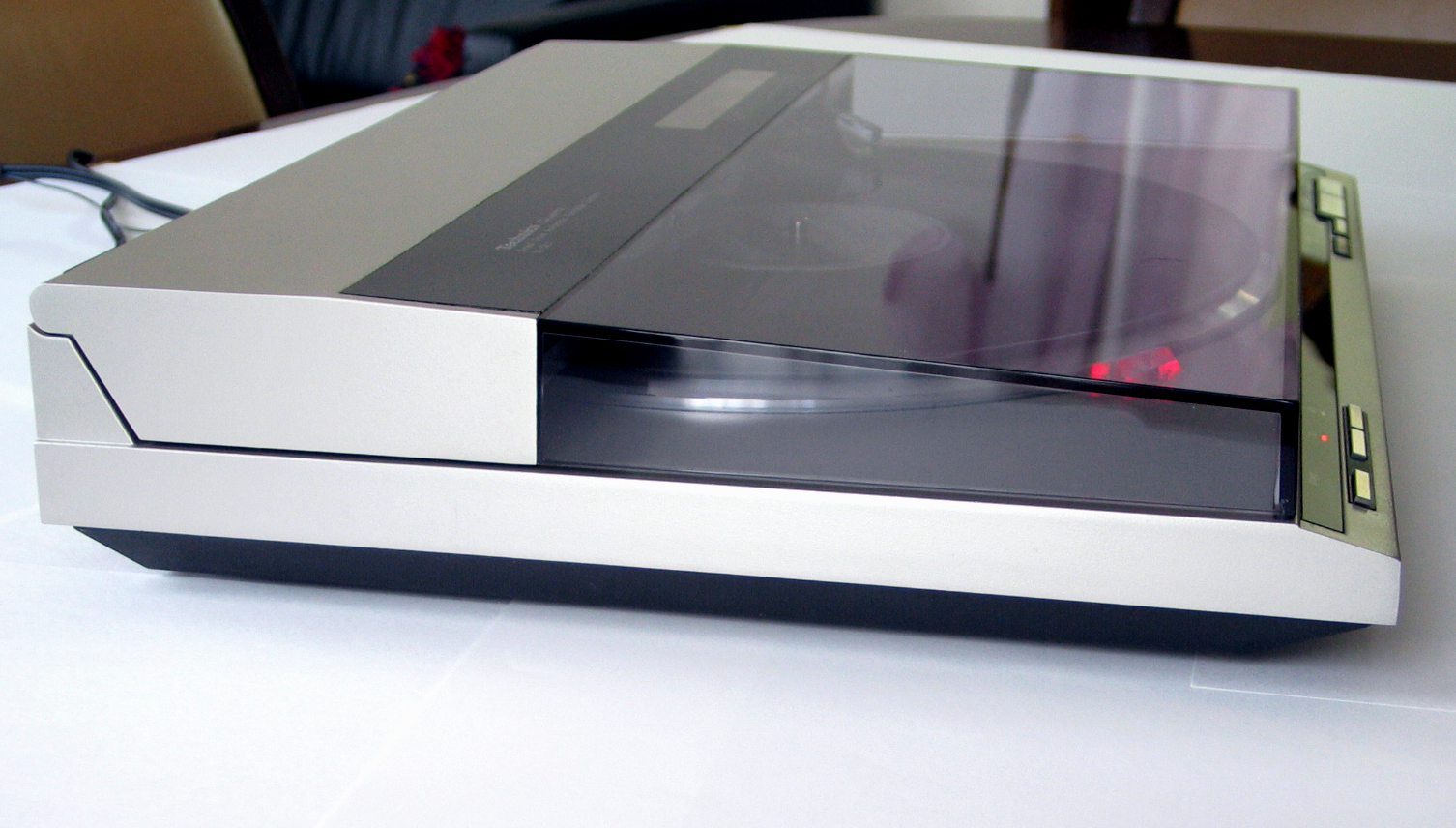
テクニクス SL-QL1

Technics SL-QL1 （テクニクス SL-QL1）は、かつて松下電器産業（現・パナソニック）が製造販売していたテクニクスブランドのレコードプレーヤーである。

## 製品の概略
1980 年頃、 SL-10 に始まるコンパクト・リニアトラッキングプレイヤーのバリエーションとして発売された、レコードサイズ自動検出のフルオートマチックプレーヤー。
SL-10 の「LP レコードジャケットサイズ」という枠を外し、フットプリント（設置寸法）は当時のアンプ類の標準サイズに合わせた幅 43 cm ×奥行 35 cm 。本体色にシルバーとブラックの２種類がある。
上下キャビネットはアルミ合金ダイキャスト製で、開閉する上部キャビネットに T4P 規格のリニアトラッキングアームが内蔵されている。ターンテーブルはクォーツ PLL 制御ダイレクトドライブ。カートリッジとして EPC-P202CB が付属する。

### ボディ構造
直線と平面基調のモダーン・デザインで構成されたキャビネット。下部キャビネット・上部キャビネットは共にアルミ合金ダイキャスト製で、高品質な雰囲気を醸し出す要素の１つとなっている。底ベースは TNRC (Technics Non-Resonance Compound) という、振動減衰性に優れた複合樹脂製。
後部にあるヒンジを軸として開閉する上部キャビネットの内部に T4P 規格リニアトラッキングアームが内蔵されている。上部キャビネットの前方には透明ダストカバーが続き、上部キャビネットと一体として開閉される。ダストカバーの前縁は下部キャビネットより短く、下部キャビネットに配置された操作スイッチはダストカバーを閉めたまま操作できる。

### モーター
ブラシレス DC サーボモーターをクォーツ PLL 制御している。スロットレスで平面対向形という、テクニクスのレコードプレーヤーとしては珍しいモーターである。ローターはテクニクスの伝統に従い、プラッターにビス止めされ一体化されている。

### プラッター
アルミダイキャスト製。レコードサイズを検知するための光が通る孔が６つ開けられている。周囲にストロボが１列のみ刻まれている。

### トーンアーム
T4P 規格リニアトラッキングアーム。
スプリングにより針圧を印加するダイナミックバランス方式で軸受はジンバル構造。アームの中程にあるフォトインタラプタで水平トラッキングエラーを検出し、一定の大きさを超えるとアームベースを中心側に移動する。 T4P 規格でヘッドシェルがないため実効質量が小さく、共振周波数は 12 Hz と高い。針圧は T4P 規格の標準値 1.25 g にセットされているが、 1.5 g まで増やすことができる。

### カートリッジ
T4P 規格 MM 型カートリッジ EPC-P202CB が付属する。
T4P 規格カートリッジ相互間は重量バランスや針圧を調整することなく交換することができる。ただし SL-10 のように MC 型カートリッジ用ヘッドアンプを内蔵してはいないので、 MC 型の T4P 規格カートリッジを使用する場合は接続するフォノイコライザアンプが MC 型に対応している必要がある。

### コード類
電源コード、出力コード、アース（グラウンド）コードは脱着式ではない。

## 仕様
総合
電源： AC 100V 50/60Hz
消費電力
AC電源時 16W
外形寸法： 巾 43.0 x 奥行き 35.0 x 高さ 8.8 cm
重さ： 7.4kg
駆動機構
駆動方式： ダイレクトドライブ
モーター： クォーツPLL制御による、ブラシレスDCモータ
回転数： 33 1/3、45 rpm
回転数偏差： ± 0.002%以内
ワウ・フラッター
0.012% WRMS
0.025% WRMS (JIS C5521)
S/N比
56dB（IEC 98A Unweighted）
78dB（IEC 98A Weighted）
ターンテーブル（プラッター）アルミダイキャスト製法
直径：31.2cm
重さ：0.0kg
トーンアーム
形式： ダイナミックバランス型、リニアトラッキングアーム。ジンバルサスペンション軸受
アーム有効長： 105mm
トラッキングエラー角度： ± 0.1度以内
アーム共振周波数： 12Hz
カートリッジ
品番： EPC-P202CB
規格： T4P規格によるプラグイン方式
形式： MM型フォノカートリッジ、ワイヤーによる一点支持
カンチレバー： ボロン製パイプ
周波数特性
10〜50,000Hz
20〜10,000Hz ±1.5db
出力電圧
2.5mV 1kHz、5cm/s、zero to peak、水平速度
3.5mV 1kHz、5cm/sec、zero to peak、45゜速度
チャンネルセパレーション
22dB以上（1kHz）
推奨負荷抵抗： 47kΩ-100kΩ
コンプライアンス： 12×10-6cm/dyne 100Hz
針圧範囲： 1.25±0.25g
振動子実効質量： 0.23mg
針先： 0.3×0.7ミル楕円ダイアモンド
自重：6g
交換針品番：EPS-202ED